# غسان كنفاني
غسان كنفاني (عكا 9 أبريل 1936 - بيروت 8 يوليو 1972) هو روائي وقاص وصحفي فلسطيني، ويعتبر أحد أشهر الكتاب والصحافيين العرب في القرن العشرين. فقد كانت أعماله الأدبية من روايات وقصص قصيرة متجذرة في عمق الثقافة العربية والفلسطينية. ولد في عكا، شمال فلسطين، في التاسع من نيسان عام 1936م، وعاش في يافا حتى أيار 1948 حين أجبر على اللجوء مع عائلته في بادئ الأمر إلى لبنان ثم إلى سوريا. عاش وعمل في دمشق ثم في الكويت وبعد ذلك في بيروت منذ 1960 وفي تموز 1972، استشهد في بيروت مع ابنة أخته لميس في انفجار سيارة مفخخة على أيدي عملاء إسرائيليين.
أصدر غسان كنفاني حتى تاريخ وفاته المبكّر ثمانية عشر كتاباً، وكتب مئات المقالات والدراسات في الثقافة والسياسة وكفاح الشعب الفلسطيني. في أعقاب اغتياله تمّت إعادة نشر جميع مؤلفاته بالعربية، في طبعات عديدة. وجمعت رواياته وقصصه القصيرة ومسرحياته ومقالاته ونشرت في أربعة مجلدات. وتُرجمت معظم أعمال غسان الأدبية إلى سبع عشرة لغة ونُشرت في أكثر من 20 بلداً، وتمّ إخراج بعضها في أعمال مسرحية وبرامج إذاعية في بلدان عربية وأجنبية عدة. اثنتان من رواياته تحولتا إلى فيلمين سينمائيين. وما زالت أعماله الأدبية التي كتبها بين عامي 1956 و1972 تحظى اليوم بأهمية متزايدة.
على الرغم من أن روايات غسان وقصصه القصيرة ومعظم أعماله الأدبية الأخرى قد كتبت في إطار قضية فلسطين وشعبها فإن مواهبه الأدبية الفريدة أعطتها جاذبية عالمية شاملة. 
كتب بشكل أساسي بمواضيع التحرر الفلسطيني، وهو عضو المكتب السياسي والناطق الرسمي باسم  الجبهة الشعبية لتحرير فلسطين. في عام 1948 أجبر وعائلته على النزوح فعاش في لبنان ثم في سوريا. أكمل دراسته الثانوية في دمشق وحصل على شهادة البكالوريا السورية عام 1952. في ذات العام سجّل في كلية الأدب العربي في جامعة دمشق ولكنه انقطع عن الدراسة في نهاية السنة الثانية، انضم إلى حركة القوميين العرب التي ضمه إليها جورج حبش لدى لقائهما عام 1953. ذهب إلى الكويت حيث عمل في التدريس الابتدائي، ثم انتقل إلى بيروت للعمل في مجلة الحرية (1961)، التي كانت تنطق باسم الحركة، مسؤولا عن القسم الثقافي فيها، ثم أصبح رئيس تحرير جريدة (المحرر) اللبنانية، وأصدر فيها (ملحق فلسطين) ثم انتقل للعمل في جريدة الأنوار اللبنانية، وأسس لاحقا مجلة الهدف الناطقة باسم الجبهة الشعبية لتحرير فلسطين وترأس غسان تحريرها، كما أصبح المتحدث الرسمي باسم الجبهة، وبعد مقتله تولى بسام أبو شريف رئاسة تحرير المجلة.
تزوج كنفاني من الدانماركية آني هوفر (بالدنماركية: Anni Høver) ورزق منها بولدين هما فايز وليلى.

## نشأته وحياته

### والده
خرج أبوه من عكا وكان الابن الأكبر لعدد غير قليل من الأشقاء. وبما أن والده لم يكن مقتنعاً بجدوى الدراسات العليا فقد أراد لابنه أن يكون تاجراً أو كاتباً أو متعاطياً لأي مهنة عادية ولكن طموح الابن أبى عليه إلا أن يتابع دراسته العليا فالتحق بمعهد الحقوق في القدس في ظروف غير عادية. وكان صفر اليدين من النقود مفلسا وحتى من التشجيع، فما كان عليه إلا أن يتكل على جهده الشخصي لتأمين حياته ودراسته فكان تارة ينسخ المحاضرات لزملائه وتارة يبيع الزيت الذي يرسله له والده ويشتري بدل ذلك بعض الغاز والمأكل، ويشارك بعض الأسر في مسكنها، إلى أن تخرج كمحام. عاد إلى عكا ليتزوج من امرأة من أسرة ميسورة ومعروفة ويشد رحاله للعمل في مدينة يافا حيث مجال العمل أرحب وليبني مستقبله هناك.
وكافح هناك وزوجته إلى جانبه تشد أزره وتشاركه في السراء والضراء ونجح وكان يترافع في قضايا معظمها وطنية خاصة أثناء ثورات فلسطين. واعتقل مرارا فكانت إحداها بإيعاز من الوكالة اليهودية.
وكان من عادة هذا الشاب تدوين مذكراته يوماً بيوم، وكانت هذه هي أعز ما يحتفظ به من متاع الحياة وينقلها معه حيثما حل أو ارتحل، وكثيراً ما كان يعود إليها ليقرأ لنا بعضها ونحن نستمتع بالاستماع إلى ذكريات كفاحه، فقد كان فريدا بين أبناء جيله، وكان هذا الرجل العصامي ذو الآراء المتميزة مثلاً لنا يحتذى.
هذا هو والد غسان كنفاني الذي كان له بدون شك أثر كبير في حياة ثالث أبنائه غسان.
غسان هو الوحيد بين أشقائه ولد في عكا، فقد كان من عادة أسرته قضاء فترات الإجازة والأعياد في عكا، ويروى عن ولادته أن أمه حين جاءها المخاض لم تستطع أن تصل إلى سريرها قبل أن تضع وليدها، وكاد الوليد يختنق بسبب ذلك وحدث هذا في التاسع من نيسان عام 1936.
وكان من نصيب غسان الالتحاق بمدرسة الفرير بيافا وكان يحسد لأنه يدرس اللغة الفرنسية زيادة عما يدرسه غيره. ولم تستمر دراسته الابتدائية هذه سوى بضع سنوات. فقد كانت أسرته تعيش في حي المنشية بيافا وهو الحي الملاصق لتل أبيب وقد شهد أولى حوادث الاحتكاك بين العرب واليهود التي بدأت هناك إثر قرار تقسيم فلسطين. لذلك فقد حمل الوالد ما تحتاج زوجته وأبناؤه وأتى بهم إلى عكا وعاد هو إلى يافا، أقامت العائلة هناك من شهر تشرين عام 1947 إلى أن كانت إحدى ليالي أواخر نيسان 1948 حين جرى الهجوم الأول على مدينة عكا. وبقي المهاجرون خارج عكا على تل الفخار (تل نابليون) وخرج المناضلون يدافعون عن مدينتهم ووقف رجال الأسرة أمام بيت جدهم الواقع في أطراف البلد وكل يحمل ما تيسر له من سلاح وذلك للدفاع عن النساء والأطفال إذا اقتضى الأمر.
ومما يذكر هنا أن بعض ضباط جيش الإنقاذ كانوا يقفون معهم وكانوا يقدمون لهم القهوة تباعا، علما بأن فرقتهم بقيادة أديب الشيشكلي كانت ترابط في أطراف بلدتهم. وكانت تتردد على الأفواه قصص مجازر دير ياسين ويافا وحيفا التي لجأ أهلها إلى عكا وكانت الصور ما تزال ماثلة في الأذهان. في هذا الجو كان غسان يجلس هادئاً كعادته ليستمع ويراقب ما يجري.
استمرت الاشتباكات منذ المساء حتى الفجر وفي الصباح كانت معظم الأسر تغادر المدينة وكانت أسرة غسان ممن تيسر لهم المغادرة مع عديد من الأسر في سيارة شحن إلى لبنان فوصلوا إلى صيدا وبعد يومين من الانتظار استأجروا بيتاً قديما في بلدة الغازية قرب صيدا في أقصى البلدة على سفح الجبل، وأستمرت العائلة في ذلك المنزل أربعين يوما في ظروف قاسية إذ أن والدهم لم يحمل معه إلا النذر اليسير من النقود فقد أنفقها في بناء منزل في عكا وآخر في حي العجمي بيافا وهذا البناء لم يكن قد انتهى العمل فيه حين أضطروا للرحيل.
وبعدها من الغازية انتقلوا بالقطار مع آخرين إلى حلب ثم إلى الزبداني ثم إلى دمشق حيث استقر بهم المقام في منزل قديم من منازل دمشق وبدأت هناك مرحلة أخرى قاسية من مراحل حياة الأسرة. إذ كان غسان في طفولته يلفت النظر بهدوئه بين جميع إخوته وأقرانه ولكن الأهل كانوا يكتشفون أنه يشترك في مشاكلهم ومهيأ لها دون أن يبدو عليه ذلك.
بعدها تحسنت أحوال الأسرة وافتتح أبوه مكتباً لممارسة المحاماة، فأخذ هو إلى جانب دراسته يعمل في تصحيح البروفات في بعض الصحف وأحياناً التحرير. واشترك في برنامج فلسطين في الإذاعة السورية وبرنامج الطلبة، وكان يكتب بعض الشعر والمسرحيات والمقطوعات الوجدانية.
وكانت تشجعه على ذلك وتأخذ بيده شقيقته التي كان لها في هذه الفترة تأثير كبير علي حياته. وأثناء دراسته الثانوية برز تفوقه في مادتي الأدب العربي والرسم وعندما أنهى الثانوية عمل في التدريس في مدارس اللاجئين وبالذات في مدرسة الاليانس بدمشق والتحق بجامعة دمشق لدراسة الأدب العربي وأسند إليه آنذاك تنظيم جناح فلسطين في معرض دمشق الدولي، وكان معظم ما عرض فيه من جهد غسان الشخصي. وذلك بالإضافة إلى معارض الرسم الأخرى التي أشرف عليها.
وفي هذا الوقت كان قد انخرط في حركة القوميين العرب وكان غسان يضطر أحيانا للبقاء ساعات متأخرة من الليل خارج منزله مما كان يسبب له إحراجا مع والده الذي كان يحرص على إنهائه لدروسه الجامعية وعرف أنه كان يحاول جهده للتوفيق بين عمله وبين إخلاصه لرغبة والده.
في أواخر عام 1955 التحق للتدريس في المعارف الكويتية وكانت شقيقته قد سبقته في ذلك بسنوات وكذلك شقيقه. وفترة إقامته في الكويت كانت المرحلة التي رافقت إقباله الشديد والذي يبدو غير معقول على القراءة، وهي التي شحنت حياته الفكرية بدفقة كبيرة فكان يقرأ بنهم لا يصدق. كان يقول إنه لا يذكر يوماً نام فيه دون أن ينهي قراءة كتاب كامل أو ما لا يقل عن ستمائة صفحة وكان يقرأ ويستوعب بطريقة مدهشة.
وهناك بدأ يحرر في إحدى صحف الكويت ويكتب تعليقا سياسياً بتوقيع «أبو العز» والذي لفت إليه الأنظار كثيرًا، خاصة بعد أن زار العراق بعد الثورة العراقية عام 1958 على عكس ما نشر بأنه عمل بالعراق.
في الكويت كتب أيضاً أولى قصصه القصيرة «القميص المسروق» التي نال عليها الجائزة الأولى في مسابقة أدبية. ثم ظهرت عليه بوادر مرض السكري في الكويت أيضاً، وكانت شقيقته قد أصيبت به من قبل وفي نفس السن المبكرة مما زاده ارتباطاً بها وبالتالي بابنتها الشهيدة لميس نجم التي ولدت في كانون الثاني عام 1955. فأخذ غسان يحضر للميس في كل عام مجموعة من أعماله الأدبية والفنية ويهديها لها، وكانت هي أيضاً شغوفة بخالها محبة له تعتز بهديته السنوية تفاخر بها أمام رفيقاتها. ولم يتأخر غسان عن ذلك إلا في السنوات الأخيرة بسبب ضغط عمله. وفي عام 1960 حضر غسان إلى بيروت للعمل في مجلة الحرية.

### غسان الزوج
بيروت كانت المجال الأرحب لعمل غسان وفرصته للقاء بالتيارات الأدبية والفكرية والسياسية.
بدأ عمله في مجلة الحرية ثم أخذ بالإضافة إلى ذلك يكتب مقالاً اسبوعيا لجريدة «المحرر» البيروتية والتي كانت ما تزال تصدر أسبوعية صباح كل إثنين. لفت نشاطه ومقالاته الأنظار إليه كصحفي ومفكر وعامل جاد ونشيط للقضية الفلسطينية فكان مرجعاً لكثير من المهتمين.
عام 1961 كان يعقد في يوغوسلافيا مؤتمر طلابي اشتركت فيه فلسطين وكذلك كان هناك وفد دانمركي. كان بين أعضاء الوفد الدانمركي فتاة كانت متخصصة في تدريس الأطفال. قابلت هذه الفتاة الوفد الفلسطيني ولأول مرة سمعت عن القضية الفلسطينية.
واهتمت الفتاة إثر ذلك بالقضية ورغبت في الاطلاع عن كثب على المشكلة فشدت رحالها إلى البلاد العربية مرورا بدمشق ثم إلى بيروت حيث أوفدها أحدهم لمقابلة غسان كنفاني كمرجع للقضية وقام غسان بشرح الموضوع للفتاة وزار وإياها المخيمات وكانت هي شديدة التأثر بحماس غسان للقضية وكذلك بالظلم الواقع على هذا الشعب. ولم تمض على ذلك عشرة أيام إلا وكان غسان يطلب يدها للزواج وقام بتعريفها على عائلته كما قامت هي بالكتابة إلى أهلها. وقد تم زواجهما بتاريخ 19/10/1961 ورزقا بفايز في 1962/08/24 وبليلى في 1966/11/12.
بعد أن تزوج غسان انتظمت حياته وخاصة الصحية إذ كثيراً ما كان مرضه يسبب له مضاعفات عديدة لعدم انتظام مواعيد طعامه.
عندما تزوج غسان كان يسكن في شارع الحمراء ثم انتقل إلى حي المزرعة، ثم إلى مار تقلا أربع سنوات حين طلب منه المالك إخلاء شقته قام صهره بشراء شقته الحالية وقدمها له بإيجار معقول.
وفي بيروت أصيب من مضاعفات السكري بالنقرس وهو مرض بالمفاصل يسبب آلاماً مبرحة تقعد المريض أياماً. ولكن كل ذلك لم يستطع يوماً أن يتحكم في نشاطه أو قدرته على العمل فقد كان طاقة لا توصف وكان يستغل كل لحظة من وقته دون كلل.
وبرغم كل انهماكه في عمله وخاصة في الفترة الأخيرة إلا أن حق بيته وأولاده عليه كان مقدساً. كانت ساعات وجوده بين زوجته وأولاده من أسعد لحظات عمره وكان يقضي أيام عطلته (إذا تسنى له ذلك) يعمل في حديقة منزله ويضفي عليها وعلى منزله من ذوق الفنان ما يلفت النظر رغم تواضع قيمة موجوداته.

### غسان الذكي
أدب غسان وإنتاجه الأدبي كان متفاعلا دائما مع حياته وحياة الناس وفي كل ما كتب كان يصور واقعاً عاشه أو تأثر به.
«عائد إلى حيفا» وصف فيها رحلة مواطني حيفا في انتقالهم إلى عكا وقد وعي ذلك وكان ما يزال طفلاً يجلس ويراقب ويستمع ثم تركزت هذه الأحداث في مخيلته فيما بعد من تواتر الرواية.
«أرض البرتقال الحزين» تحكي قصة رحلة عائلته من عكا وسكناهم في الغازية. «موت سرير رقم 12» استوحاها من مكوثه بالمستشفى بسبب المرض. «رجال في الشمس» من حياته وحياة الفلسطينيين بالكويت وأثر عودته إلى دمشق في سيارة قديمة عبر الصحراء، كانت المعاناة ووصفها هي تلك الصورة الظاهرية للأحداث أما في هدفها فقد كانت ترمز وتصور ضياع الفلسطينيين في تلك الحقبة وتحول قضيتهم إلى قضية لقمة العيش مثبتاً أنهم قد ضلوا الطريق.
في قصته «ما تبقى لكم» التي تعتبر مكملة «لرجال في الشمس» يكتشف البطل طريق القضية، في أرض فلسطين وكان ذلك تبشيراً بالعمل الفدائي.
قصص «أم سعد» وقصصه الأخرى كانت كلها مستوحاة من أشخاص حقيقيين. في فترة من الفترات كان يعد قصة ودراسة عن ثورة فلسطين 1936 فأخذ يجتمع إلى سكان المخيمات الفلسطينية ويستمع إلى ذكرياتهم عن تلك الحقبة والتي سبقتها والتي تلتها وقد أعد هذه الدراسة لكنها لم تنشر (نشرت في مجلة شؤون فلسطينية) أما القصة فلم يكتب لها أن تكتمل، بل اكتملت منها فصول نشرت بعض صورها في كتابه «عن الرجال والبنادق».
كانت لغسان عين الفنان النفاذة وحسه الشفاف المرهف. فقد كانت في ذهنه في الفترة الأخيرة فكرة مكتملة لقصة رائعة استوحاها من مشاهدته لأحد العمال وهو يكسر الصخر في كراج البناية التي يسكنها وكان ينوي تسميتها «الرجل والصخر».

### غسان الرائد
- في أوائل ثورة 58 التي أوصلت عبد الكريم قاسم إلى حكم العراق، زار غسان بغداد ورأى بحسه الصادق انحراف النظام، فعاد وكتب عن ذلك بتوقيع «أبو العز» مهاجماً النظام العراقي، فقامت قيامة الأنظمة المتحررة ضده إلى أن ظهر لهم انحراف الحكم فعلا فكانوا أول من هنأه على ذلك مسجلين سبقه في كتاب خاص بذلك.
- بعد أن استلم رئاسة تحرير جريدة «المحرر» اليومية استحدث صفحة للتعليقات السياسية الجادة وكان يحررها هو وآخرون. وقد استحدثت إحدى كبريات الصحف اليومية في بيروت صفحة مماثلة.
- لا أحد يجهل أن غسان كنفاني هو أول من كتب عن شعراء المقاومة ونشر لهم وتحدث عن أشعارهم وعن أزجالهم الشعبية في الفترات الأولى لتعريف العالم العربي على شعر المقاومة، لم تخل مقالة كتبت عنهم من معلومات كتبها غسان وأصبحت محاضراته عنهم ومن ثم كتابه عن «شعراء الأرض المحتلة» مرجعاً مقرراً في عدد من الجامعات وكذلك مرجعا للدارسين.
- الدراسة الوحيدة الجادة عن الأدب الصهيوني كانت لغسان ونشرتها مؤسسة الأبحاث بعنوان «في الأدب الصهيوني» سنة 1967 ببيروت.[9] أشهر الصحافيين العرب يكتب الآن عن حالة اللاسلم واللاحرب وبالعودة قليلا إلى الأشهر التي تلت حرب حزيران 67 ومتابعة تعليقات غسان السياسية في تلك الفترة وجد هذا الأخير يتحدث عن حالة اللاسلم واللاحرب أي قبل سنوات من الاكتشاف الأخير الذي تحدثت عنه الصحافة العربية والأجنبية.

إننا نحتاج إلى وقت طويل قبل أن نستوعب الطاقات والمواهب التي كان يتمتع بها غسان كنفاني. هل نتحدث عن صداقاته ونقول أنه لم يكن له عدو شخصي ولا في أي وقت وأي ظرف أم نتحدث عن تواضعه وهو الرائد الذي لم يكن يهمه سوى الإخلاص لعمله وقضيته أم نتحدث عن تضحيته وعفة يده وهو الذي عرضت عليه الألوف والملايين ورفضها بينما كان يستدين العشرة ليرات من زملائه. ماذا نقول وقد خسرناه ونحن أشد ما نكون في حاجة إليه، إلى إيمانه وإخلاصه واستمراره على مدى سنوات في الوقت الذي تساقط سواه كأوراق الخريف يأساً وقنوطا وقصر نفس.
كان غسان شعباً في رجل، كان قضية، كان وطناً، ولا يمكن أن نستعيده إلا إذا استعدنا الوطن.
عمل في الصحف والمجلات العربية التالية:
- عضو في أسرة تحرير مجلة «الرأي» في دمشق.
- عضو في أسرة تحرير مجلة «الحرية» في بيروت.
- رئيس تحرير جريدة «المحرر» في بيروت.
- رئيس تحرير «فلسطين» في جريدة المحرر.
- رئيس تحرير ملحق «الأنوار» في بيروت.
- صاحب ورئيس تحرير «مجلة الهدف» في بيروت.
كما كان غسان كنفاني فنانا مرهف الحس، صمم العديد من ملصقات الجبهة الشعبية لتحرير فلسطين، كما رسم العديد من اللوحات.

### غسان والأطفال
كثيراً ما كان غسان يردد: «الأطفال هم مستقبلنا». لقد كتب الكثير من القصص التي كان أبطالها من الأطفال.
ونُشرت مجموعة من قصصه القصيرة في بيروت عام 1978 تحت عنوان «أطفال غسان كنفاني». أما الترجمة الإنجليزية التي نشرت في عام 1984 فكانت بعنوان «أطفال فلسطين».
أبرز كتابات غسان كنفاني للأطفال هي قصة "القنديل الصغير"، التي تعتبر قصة رمزية فلسفية، فيها يتم استخدام الشمس كرمز مركزي في الرواية. تظهر في القصة رسالة الملك العجوز وتحديه لابنته بحمل الشمس إلى القصر، مما يعكس الصعوبات التي يواجهها الأطفال عامة في مواجهة التحديات الكبيرة في الحياة والأطفال الفلسطينيين خصوصًا. قصة "القنديل الصغير" وغيرها من أعمال غسان كنفاني تعزز قدرات الأطفال على التفكير النقدي والابتكار، وتشجعهم على مواجهة التحديات بشجاعة وتصميم. كما توفر لهم أدوات لفهم العالم المعقد من حولهم وتعزز وعيهم بالقضايا الاجتماعية والسياسية.

### ترجم له
ترجمت معظم أعمال غسان كنفاني ونشرت في حوالي 16 لغة في عشرين دولة مختلفة. وتم إفراغ بعض رواياته في قالب مسرحي قدم في الإذاعات وعلى المسارح في كثير من الدول العربية والأجنبية، بين عامي 1983 و1986 تم اختيار أربع روايات وقصص صغيرة من أعمال كنفاني لنقلها إلى اللغة الألمانية.
في العام 1992 ترجمت إلى الألمانية الرواية الشهيرة «عائد إلى حيفا»، وفي العام 1994 رواية «أرض البرتقال الحزين».
كانت رواية «رجال في الشمس» الأولى التي تم نقلها إلى اللغة الإنجليزية في السبعينيات وصدرت عن دور نشر في إنجلترا والولايات المتحدة الأمريكية، ثم نقلت الرواية نفسها وخلال السنوات العشرين الماضية إلى 16 لغة.
وصدرت الطبعة الدانماركية لها العام 1990 والطبعة الإنجليزية العام 1992 في القاهرة، وكانت نقلت إلى اللغة الإيطالية وصدرت العام 1991، وإلى الإسبانية العام 1991 أيضاً حيث جُمعت الروايات الثلاث «رجال في الشمس»، «ام سعد» و«ما تبقى لكم» في مجلد واحد صدر في مدريد. وكانت الرواية الأخيرة قد نقلت إلى الإنجليزية وصدرت في الولايات المتحدة العام 1990، في حين صدرت الطبعة الإيطالية لرواية «عائد إلى حيفا» في روما العام 1991 ونقلت مجددا إلى الإنجليزية في الولايات المتحدة العام 1994.أما كتاب «عالم ليس لنا» وهو مجموعة قصص قصيرة صدرت العام، فقد نقلت إلى الإيطالية وصدرت في روما العام 1993.غير أن أشهر وأروع القصص التي خص كنفاني بها الأطفال هي في كتاب «القنديل الصغير» الذي زينه بالرسومات، ونُقل إلى الألمانية أولا، ثم إلى الفرنسية، وحوّل إلى مسرحية دمى متحركة في الدانمارك. قد لاقت رواية «أم سعد» اهتمام الإذاعة الدانماركية التي خصصت في العام 1993 برنامجين مطولين عن غسان كنفاني حياته وأعماله.

### النقد
- عزت الغزاوي: «في الزمان يولد غسان كنفاني كلما جاء صيف. غسان كنفاني يأتي في هجير الصيف، ينفجر في بيروت، يتشظى مثل إوزيرس ويوزع الأشلاء على كل مكان في الذاكرة والضمير. ربما يأتي في هذا الوقت بالذات ليستعيد الخزان الصغير الذي مات فيه الرفاق وهم في الطريق الصحراوي على حدود الخليج. لكن ماذا تعني الاستعادة للخزان؟ ولماذا لم يبق في أذهاننا ما هو أكثر حدّة من هذا الخوف الأسطوري من الموت اختناقاً؟ يبدو أن غسان كنفاني كان يبحث في الموت والمنفى، وجعل هذا البحث شغله الشاغل. لم يستطع الفكاك عن هذا البحث في "ما تبقى لكم" أو في "أرض البرتقال الحزين" أو "أم سعد" وغيرها. لقد فتح لنا طريق البحث في الطريق الطويل ما بين ذاكرة منكوبة بطفولة الانتزاع من المكان إلى شيخوخة لم تكشف بعد الأجوبة على مرارة الخبز حين يختلط بالرمل. والذين خرجوا إلى كتابات غسان كنفاني بقوا في منتصف الطريق. لقد خرج هو عليهم بنصف عمره وقال اسمعوا: هنا نافذة على كون عجيب تختلط فيها الألوان والحكايات والخيام وكل شيء، وصدقا لم أشاهد سوى قضية مظلومة من البدء حتى المنتهى».
- مهند عبد الحميد: «كان غسان مقاتلاً والقتال يحتمل الموت، وكان لاجئاً والعودة تحتمل الموت، وكان ملتزماً والالتزام يفترض لقاء الموت، في» مسرحية الباب«يقول عماد» لا أريد الطاعة ولا أريد الماء «أي أن الموت عطشاً أفضل من التوسل إلى مستبد. والموت دفاعاً عن الكرامة الإنسانية أفضل من الحياة بذل، فلا معنى لحياة بلا كرامة. تنطوي فلسفة الموت عند غسان على مبدأ المفاضلة: أنت لا تستطيع اختيار الحياة، لأنها معطاة لك أصلا والمعطى لا اختيار فيه. اختيار الموت هو الاختيار الحقيقي، وخاصة إذا تم اختياره في الوقت المناسب، وقبل أن يفرض عليك في الوقت غير المناسب، والوقت المناسب الذي عناه غسان هو تحدي الإنسان للظلم والاستبداد ورفضهما إلى المستوى الذي يجعل الموت محتملاً، كثمن لتلك المفاضلة».
- بلال الحسن: «عرف غسان كحزبي، وكمثقف، وكصحافي، وكقصاص، وكروائي، ويميل النقاد إلى الإشادة بكل هذه الجوانب في شخصيته، بنوع من التبجيل للشهيد، هذا التبجيل الذي يمنع حتى الآن من دراسة غسان بموضوعية، ومن إعطائه التقدير الفني الذي يستحقه. أميل شخصيا إلى الاعتقاد بأن أبرز ما في غسان هو عالمه الإنساني الداخلي الغني، وقدراته الفنية، أما ما عدا ذلك فهو بالنسبة اليه لزوم ما لا يلزم. كان غسان فنانا، كان قصاصا وروائيا. يعمل كثير إلى حد الإرهاق، ثم يتحرق لكي ينتهي من العمل الصحافي، لا ليذهب إلى النوم، بل ليجلس وراء مكتبه عند ساعات الفجر، ويكتب قصة قصيرة تختمر فكرتها في ذهنه، ويكون أول ما يفعله في اليوم التالي، أن يمر على غرفة التحرير ليقرأ علينا تلك القصة. كان يملك طاقة على الكتابة بعد ان يقضي عشر ساعات في العمل الصحافي المتواصل».
- أنيس صايغ: «عاش غسان ثورة دائمة في العلاقات الخاصة كما في الشؤون العامة. فنانا كان أو أدبيا أو كاتبا أو مفكرا، صديقا كان أو رفيقا أو زميلا أو قريبا أو زوجا أو أبا أو أخا، كان غسان ثورة تلتهب مثلما تحرق أعصابه. لذلك كان النضال الفعلي في الثورة الفلسطينية /العربية/ الإنسانية، بالكتابة والتوجيه والدعوة والانتماء العقائدي وتحمّل المسؤولية، بؤرة يحقق غسان فيها ذاته ويقترب من مُثُله العليا السامية. ولعله كان أيضا يريح فيها أعصابه».
- طلال سلمان: «أحفظ لغسان كنفاني أنه ادخلني إلى قلب فلسطين، وقد كنت وجيلي نقف على بابها، ونحبها بلسان الشعراء من دون أن نعرفها. كذلك أحفظ لغسان كنفاني أنه فتح أمامي، وجيلي، الباب لمعرفة إسرائيل معرفة تفصيلية، بأحزابها وقواها السياسية وتركيبتها الاجتماعية والتيارات الدينية ومؤسساتها العسكرية والأمنية. كانت فلسطين بلا خريطة. شحنة عاطفية عالية التوتر مبهمة الملامح، فانتزعها غسان من الخطاب الحماسي المفرغ من المضمون، على طريقة» يا فلسطين جينالك، جينا وجينا جينالك«وأعادها أرضا تنبت البرتقال والياسمين ولكنها تنبت قبل ذلك الرجال والنساء والأطفال. أعاد فلسطين إلى أرضها، وأعاد الأرض إلى تاريخها، وأعاد التاريخ إلى أهله وأعاد الأهل إلى هويتهم الأصلية، فإذا فلسطين عربية باللحم والدم والهواء والشمس والقمر والمهد والقيامة والجلجلة والأقصى والحرم الإبراهيمي والأنبياء والمعراج والشوك والحصى ومياه العمادة والأغوار التي تضم في حناياها عشرات الصحابة الذين استشهدوا من أجلها وفي الطريق إلى تحريرها من الاحتلال الأجنبي».
- شاكر فريد حسن: «كان غسان كنفاني شخصية متعددة المواهب فكان صحافيا وقصاصا وروائيا ورساما وداعية سياسة وكاتبا للأطفال. وحياته لم تعرف الفصل بين القول والفعل. فكان كاتبا ملتزما بقضايا شعبه الوطنية والقومية والطبقية، ومناضلا سياسيا، ومدافعا عن حق شعبه الفلسطيني في الحرية والاستقلال. كذلك كان غسان مسكونا بالهاجس الفلسطيني، وقد عاش المأساة الفلسطينية وحمل جراح شعبه واّلامه وهمومه اليومية في أعماق قلبه وسكبها في قوالب فنية جميلة وأصيلة جاءت تجسيدا صادقا لواقع البؤس والشقاء والحرمان والظلم والقهر الاجتماعي الذي يعيشه الفلسطيني المشرد والمطارد في المخيمات الفلسطينية وفي جميع اصقاع العالم. لقد أحب غسان الحياة حتى العبادة وعشق الأرض والوطن الفلسطيني، بسهوله وهضابه ووديانه وبرتقاله وزيتونه ورمانه ومدنه الثابتة. وكان غسان كاتبا ثوريا بارزا مسلحا بالفكر العلمي الاشتراكي، ماقتا الشعارات الجوفاء الخالية من المضامين الثورية الحقيقية، مهاجما الانتهازية والانتهازيين، مقاوما الوصوليين والنفعيين ومتصديا للمرتزقة والمرتدين عن الخط الثوري اليساري، ولذلك أحبته الجماهير الشعبية الفلسطينية وحظي بتقدير رفاقه وشعبه وتياراته السياسية واتجاهاته الفكرية».

### مؤلفاته

#### قصص ومسرحيات
- عالم ليس لنا
- موت سرير رقم 12- بيروت، 1961. قصص قصيرة.
- أرض البرتقال الحزين – بيروت، 1963. قصص قصيرة.
- رجال في الشمس – بيروت،1963. رواية. قصة فيلم «المخدوعين».
- أم سعد – بيروت، 1969. رواية.
- عائد إلى حيفا – بيروت، 1970. رواية.
- الشيء الآخر – صدرت بعد استشهاده، في بيروت، 1980. قصص قصيرة.
- العاشق، الأعمى والأطرش، برقوق نيسان (5 روايات غير كاملة نشرت في مجلد أعماله الكاملة).
- القنديل الصغير - بيروت.
- القبعة والنبي. مسرحية.
- القميص المسروق وقصص أخرى. قصص قصيرة.
- جسر إلى الأبد. مسرحية.
- ما تبقى لكم
- الباب (مسرحية)

## بحوث أدبية
- أدب المقاومة في فلسطين المستقلة.
- مقالات نشرها تحت اسم مستعار (فارس فارس) في «ملحق الأنوار» الأسبوعي (1968)  ومجلة «الصياد» من شباط إلى تموز 1972 ومقالات قصيرة في جريدة «المحرر» تحت عنوان «بإيجاز»[11] 1965
- الأدب الفلسطيني المقاوم تحت الاحتلال 1948-1968.
- في الأدب الصهيوني
- نال في 1966 جائزة أصدقاء الكتاب في لبنان عن روايته «ما تبقى لكم».
- نال اسمه جائزة منظمة الصحفيين العالمية في 1974 وجائزة اللوتس في 1975.
- منح اسمه وسام القدس للثقافة والفنون في 1990.

استشهد صباح يوم السبت 1972/07/08 في الساعة العاشرة والنصف بعد أن انفجرت عبوات ناسفة كانت قد وضعت في سيارته تحت منزله مما أدى إلى استشهاده مع ابنة شقيقته لميس حسين نجم (17 سنة) وتدمير السيارة وإنزال أضرار كبيرة في المنزل وكانت عملية الغدر هذه قد استهدفت إلى جانب اغتيال الرفيق غسان الجبهة الشعبية لتحرير فلسطين وحركة المقاومة بجميع فصائلها الوطنية.

## قالوا عنه
محمود درويش: لدى قراءة كنفاني اليوم نكتشف، أولاً ودائماً، أنه في عمق وعيه كان يدرك أن الثقافة أصل من عدة أصول للسياسة، وأنه ما من مشروع سياسي دون مشروع ثقافي. لعل المسعى الأهم لبحوث كنفاني الأدبية هو ذلك المتمثل في ترسيخ أسس ولادة الفلسطيني الجديد، لجهة التأني عن الإنسان المجرد والفلسطيني المجرد والاقتراب من الإنسان الفلسطيني الذي يعي أسباب نكبته ويدرك أحوال العالم العربي ويعرف أكثر ماهية الصهيوني الذي يواجهه. وهذه المهمة لا تستطيع أن تقوم بها إلا ثقافة في مفهومها النقدي، المتجاوز لما هو سائد، الذي يقطع مع القيم البالية.
نجوان درويش: تبرز مكانة غسان كنفاني في كونه السارد الفلسطيني لمرحلة التهجير واللجوء، وتشكُّل سؤال المقاومة الفلسطينية الذي تجاوز خطاب التفجع والبكاء وانتظار الإغاثة. فكنفاني هو أيضاً كاتب تجربته الشخصية التي تماهت مع التجربة الجمعية إلى درجة يصعب فصل الواحدة عن الأخرى. وهو يشكّل حالةً استثنائيةً في اقترابه المباشر من حرارة التجربة وكتابتها، من دون أن تحترق أجنحة الفنّ في كتابته.
أنطون شلحت: مسيرة غسان كنفاني في الصحافة، تكاد توازي حضوره الإبداعي وتفوقه غزارة. لفت الأنظار في الكويت بتعليق كان يوقّعه (أبو العز)، وكان نشر مقالاته الأولى في (الرأي) في دمشق. كتب في الأدب والنقد، لكن مقالاته السياسية هي التي أثارت الاهتمام الأكبر.
بيار أبي صعب: لم يعش سوى 36 سنة. لكننا إذا نظرنا إلى كتاباته الروائية والقصصية والمسرحية والنقدية، إضافة إلى عمله كباحث وسياسي ومؤرخ وصحافي ورسام، نحسب أننا أمام كتيبة من المؤلفين، وليس كاتباً فرداً. إن غسان كنفاني يترك لنا صورة كاتب واظب على الكتابة طوال حياته التي كان يستشعر ربّما أنها ستكون قصيرة. لا بد أن هذا الرجل تخلّى عن النوم والعطلات والسفر واللهو، ووهب حياته كلها للكتابة وحدها... وإلا كيف يمكن تصديق عدد كتبه، وعدد الأسماء المستعارة التي كتب بها. لا بد أن صاحب «عائد إلى حيفا» وجد وصفة سرية لمضاعفة سنوات عمره من دون أن يتغير عددها، ليتمكن من إنجاز كل هذه الأعمال.
حسين بن حمزة: كانت حياته القصيرة وإبداعه أقرب إلى عاصفة من القدرة على التعبير عن الكرامة والوطن خرجت من مخيمات نكبة 1948، وحملت معها إلى العالم كله صورة تلك المخيمات وقضية شعب سدت أمامه كل الأبواب ولم يبق له سوى دخول التاريخ برأس ثابت كالرمح، لأن الوطن لا يستبدل بشيء آخر أيا كان.
أحمد الخميسي: كان غسان كنفاني في حياته القصيرة، أنموذجاً طافحاً لحالة الشغف. نستطيع الانتهاء إلى هذا الاستنتاج من خلال العديد من التفاصيل المتفرقة، التي نلتقطها في الحياة اليومية لغسان، كما من ذلك التناثر الجميل على العديد من الأنساق الإبداعية التي جرَّبها، من القصة القصيرة، إلى الرواية، إلى المسرح، إلى الفن التشكيلي، وربما الشعر... ومن البحث والدراسة، إلى النقد الأدبي، إلى الكتابة الصحفية والتحليل السياسي، إلى الكتابة الساخرة.
بشار إبراهيم: كان اللون والخط بداية عطائه الذاتي ولكنه وجد أن الكلمة أكثر التصاقاً بالفكرة وأكثر تعبيراً عنها فاستخدم الكلمة في مجال القصة القصيرة والرواية والمسرحية والدراسة والمقال السياسي فقد كان أول من تعرض لدراسة الأدب الصهيوني دراسة علمية وافية.
داوود يعقوب: لقد تعمد غسان بمطر يافا، وحين غادرها كان مطرها قد اخترق جلده إلى الأبد وصار من بعض دورته الدموية... وكان النسيان مستحيلاً. وكان غسان منذ البداية يتقن استعمال قلمه وسكينه معاً، ويؤمن بهما معاً... أرى غسان دائماً: رجل قلمه من الناحية الثانية مشرط قاطع، إنه الرجل الذي لا يحجم عن استعمال السلاح المناسب في الوقت المناسب، طرف القلم وطرف المشرط، وبوسعه: (أن يصنع الحياة بمشرط جارح).
غادة السمان: سأحاول أن أنبش وهج رسائله إلى غادة السمان، لا بوصفها فضيحةً معلنةً، كما أرادها حملة السيوف، بل من باب أنّ هذه الرسائل نصوص عشق متوحّشة. فالمناضل الجيد عاشق جيد بالضرورة. كنفاني كما تكشف عنه سطوره في الرسائل يكتب نصاً متوهّجاً من دون أقنعة. ولعله في مثل هذه الاعترافات تكمن خصوصية كنفاني، فهي إضافة أصيلة إلى نصه الآخر، النص الثوري والمقاوم... الرسائل نصوص نادرة كم نحتاج إليها في مكتبة فقيرة، بعيداً من نصاعة الزيف الأدبي الذي تغرق به رفوف المكتبة العربية والفلسطينية، بعدما ضاقت بالصراخ والديناميت الفاسد.
خليل صويلح: عودّنا غسّان أن تكون هداياه لنا بالمناسبات «مولد أحدنا أو الأعياد الدينية والوطنية» رسائل أو لوحات يرسمها.

## اغتياله
اغتيل كنفاني في الثامن من يوليو عام 1972 في بيروت بعد انفجار عبوة ناسفة وضعت في سيارته. ووري الثرى في مقبرة الشهداء (بيروت).

## جائزة غسان كنفاني
هي جائزة سنوية ثقافية تقدمها (مؤسسة فلسطين العالمية) للأبحاث والخدمات، ومقرها مدينة عمان في الأردن. وتهدف الجائزة إلى جعل فلسطين وتراثها الأدبي والإنساني حاضرين في الوجدان الإنساني.

## وصلات خارجية
- غسان كنفاني على موقع IMDb (الإنجليزية)
- غسان كنفاني على موقع قاعدة بيانات الفيلم (الإنجليزية)
- موقع غسان كنفاني
- موقع الجبهة الشعبية لتحرير فلسطين
- الموقع الرسمي لغسان كنفاني
- ملف خاص غسان كنفاني
- صور غسان كنفاني
- رسومات غسان كنفاني
- مقالات عن غسان كنفاني
- كلمات غسان كنفاني
- رسومات غسان كنفاني
- ملحق جريدة الأخبار في ذكرى استشهاد غسان (الجزء الأول)
- ملحق جريدة الأخبار في ذكرى استشهاد غسان (الجزء الأول)
- موقع فلسطيني: غسان كنفاني.. الشهيد والشاهد
- اقتباسات وأقوال لغسان كنفاني
- غسان كنفانى على موقع أبجد

### أعمال غسان الأدبية
- ثورة 36-39 في فلسطين- خلفيات وتفاصيل وتحليل.
- قصة رجال في الشمس.